# Kostel Panny Marie Sněžné (Międzygórze)
Kostel Panny Marie Sněžné (polsky Kościół piełgrzymkowy Matki Boskiej Śnieżnej) je poutní kostel v Králickém Sněžníku pod vrcholem Góry Igliczne u vsi Międzygórze, na území historického Kladska, v Dolnoslezském vojvodství v Polsku.

## Dějiny

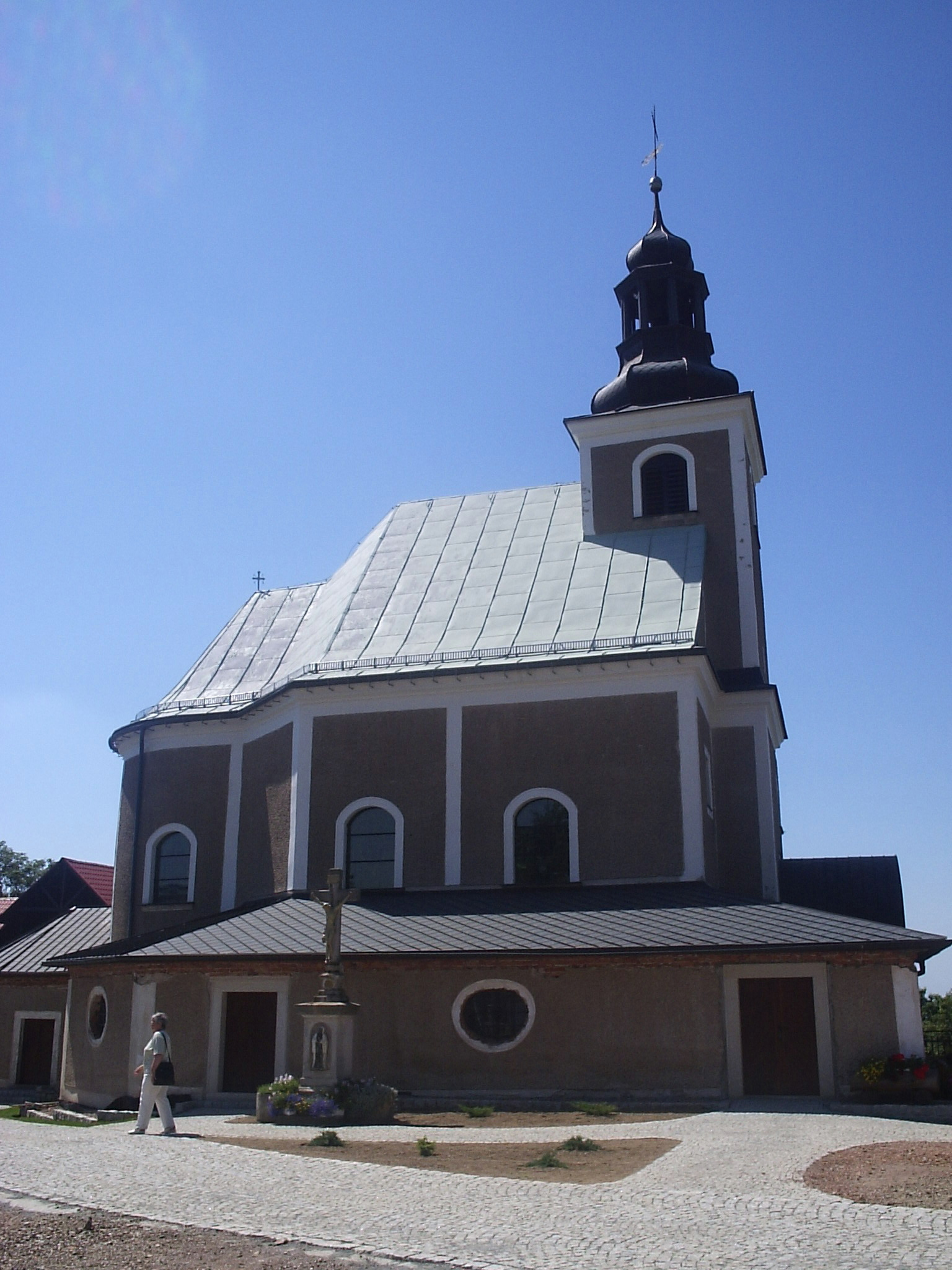
Kostel Panny Marie Sněžné

Obyvatelé někdejšího Kladska tradičně konali poutě na vzdálené poutní místo Mariazell v rakouském Štýrsku. Z jedné z těchto poutí přinesl v roce 1750 selský synek Christoph Veit z Wölfelsdorfu (dnes Wilkanów) vyřezávanou kopii mariazellského obrazu Panny Marie, kterou zavěsil pod vrcholem Góry Igliczne na strom na svém pozemku. Místní začali toto místo navštěvovat a vybudovali zde dřevěnou kapli.
Podle legendy měla v roce 1777 modlitba u milostného obrázku vrátit zrak synovi Laurentia Frankeho. Od té doby k obrázku putovalo stále více věřících.

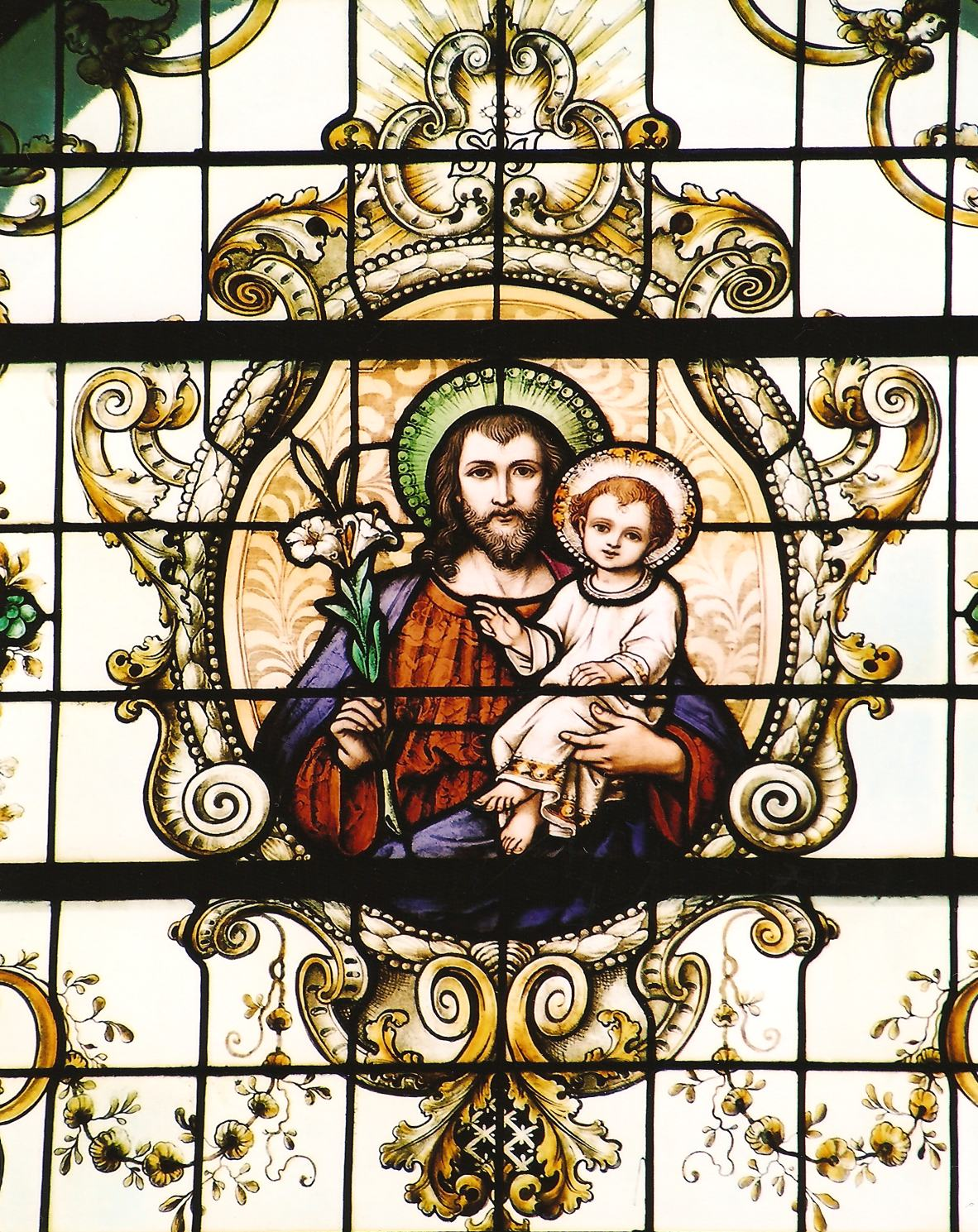
Vitráž se sv. Josefem

V letech 1781–1782 byl na místě dřevěné kaple postaven na náklad kladského zemského hejtmana Michaela Wenzela von Althann, jemuž patřilo panství Wölfelsdorf, malý kostelík v barokním stylu. Stavební práce byly vedeny mistrem Andreasem Jägerem a tesařským mistrem Josefem Knietigem z Wölfelsdorfu. Po dokončení byl kostel spravován jedním poustevníkem a náležel k farnosti Wölfelsdorf. Vysvěcen byl 22. října 1782 kladským generálním vikářem Karlem Winterem, jenž zastupoval pražského arcibiskupa Antonína Petra Příchovského z Příchovic. Kostel obdržel podle vzoru římské baziliky Santa Maria Maggiore jméno Panny Marie Sněžné.
V roce 1784 byla přistavěna věž, v roce 1821 ochoz okolo kostela. Ve stejné době tehdejší farář Larisch inicioval zřízení křížové cesty se čtrnácti zastaveními od kostela na vrchol hory. Během úřadování faráře Petera Nonnasta byl roku 1897 architektem Josephem Elsnerem (1845–1933) v jeho mnichovské dílně Werkstätte für kirchliche Kunst zhotoven neobarokní oltář a figurální skupina Korunování Marie '. Milostný obraz byl umístěn na oltář. Vitráže zhotovila a dodala mnichovská firma Mayer'sche Hofkunstanstalt.
Na ochozu kolem kostele se nacházejí malby ilustrující dějiny chrámu a četné votivní předměty a obrazy dosvědčující vděčnost za obdrženou pomoc. Některé votivní obrazy byly namalovány známými malíři Wilhelmem Reinschem z Landeku a Hieronymem Richterem (1837–1899) z Kladska.
21. června 1983 byl milostný obraz Matky Boží korunován papežem Janem Pavlem II., který toto poutní místo navštívil již v letech 1961 a 1968.